# Предраг Ђорђевић (глумац)
Предраг Ђорђевић је српски спикер. Још од средином 1990—их се бави позајмљивањем гласова за ТВ и радио рекламе за разне рекламне агенције (Лутрија Војводине, Metro Film, Лав пиво и други), где је између осталог давао глас и у документарним филмовима и емисијама. (Операција: Сабља, Да се не лажемо и други).
Најчешће се посвећивао у позајмљивању гласова за цртане и игране филмове и серије за студио Loudworks (данас Облакодер) као и рекламе за кондиторску кућу Luxor System, где је, између осталог био трећи власник тонског студија. Режирао је српске синхронизације наслова: Прича о играчкама 2, Прича о играчкама 3, као и кратки филм Дан и ноћ који се приказивао поводом премијере тог филма.

## Улоге у синхронизацијама
| Година синх. | Филм/серија                        | Лик(ови)                                                              |
| ------------ | ---------------------------------- | --------------------------------------------------------------------- |
| 2001-2003.   | Телетабиси (Лаудворкс)             | Приповедач                                                            |
| 2004-2010.   | Покемон (С1-5, 7)                  | Приповедач                                                            |
| 2005-2006.   | Југио                              | Приповедач, Odion, Bandit Keith, Dartz, Kemo, Yami Bakura             |
| 2005-2006.   | Млади мутанти нинџа корњаче (2003) | Drako, Sunny, Mr. Marlin, C.F. Volpehart итд.                         |
| 2006.        | Артур и Минимоји                   | Мајстор                                                               |
| 2006.        | Легенда о Тарзану                  | Ренар Димон                                                           |
| 2006.        | Лило и Стич: Серија                | Капетан Ганту, Дејвид (С1Е32), Кобра Мехурић (С1Е20), додатни гласови |
| 2006.        | Нове пустоловине Винија Пуа        | Кртица (С2-4)                                                         |
| 2006.        | Пачије приче                       | додатни гласови                                                       |
| 2006.        | Петар Пан 2: Повратак у Недођију   | Едвард                                                                |
| 2006.        | Тејл спин (Лаудворкс)              | Принц Невахабинброк                                                   |
| 2006.        | Херкул                             | Хермес (С1Е16), Краљ Салмонеј                                         |
| 2008-2014.   | Наруто                             | Кисаме Хошигаки, Џирочо Васаби                                        |
| 2008.        | Трансформерси: Армада              | Џетфајер                                                              |
| 2009-2012.   | Галактички фудбал (С1-2)           | Приповедач, војвода Медокс, Брим Баларијус                            |
| 2009.        | Мулан                              | Шан Ју, Генерал Ли                                                    |
| 2009.        | Дилајла и Џулијус                  | Агент Робинсон, Виња Дар Пракаш итд.                                  |
| 2010.        | Кућа у прерији                     | Рико, Мрвица, Боб, Патрик                                             |
| 2010.        | Прича о играчкама                  | Наредник                                                              |
| 2010.        | Прича о играчкама 2                | Наредник, Хајмлих                                                     |
| 2010.        | Прича о играчкама 3                | Наредник, Чанк                                                        |
| 2010.        | Пинки и Перки шоу                  | Господин Персивал                                                     |
| 2010.        | Покемон хероји: Латиос и Латиас    | Приповедач                                                            |
| 2011.        | Плави змај                         | Плави Змај                                                            |
| 2011.        | Звончица и изгубљено благо         | Вилењак Гара                                                          |
| 2011.        | Лило и Стич                        | Капетан Ганту                                                         |
| 2012.        | Касперова школа страха             | Кибош итд.                                                            |
| 2013.        | Трансформерси: Прајм (С1)          | Скајквејк                                                             |
| 2013.        | Живот буба                         | Хајмлих                                                               |
| 2016.        | У чему ли је фора                  | Насловне Картице итд.                                                 |
| 2020.        | Бејблејд: Прасак: Рајз             | Каио Корју, приповедач                                                |
| 2020.        | Инфинити надо (Облакодер)          | Рик, Јићуан                                                           |
| 2020.        | Породице Силванијан                | Фрејзер                                                               |
| 2021.        | Бакуган: Оклопни савез             | Пуковник Трип                                                         |
| 2021.        | Винкс (С8)                         | Паладијум, Ерендор                                                    |
| 2021-2022.   | Трансформерси: Сајберверс (С3)     | Дед Енд                                                               |
| 2022.        | Бејблејд прасак: Серџ              | Приповедач, Нобору Хизаши                                             |
| 2022.        | Бит бубе                           |                                                                       |
| 2022.        | Мој мали пони: Нова генерација     | Глас из рекламе                                                       |
| 2022-2023.   | Моћни ренџери: Дино закон          | Тролер, Црвени морфин господар                                        |
| 2022.        | Соник Бум                          | Доктор Јајомен                                                        |
| 2023.        | Винкс (С4, Облакодер)              | Паладијум, Ерендор                                                    |
| 2024.        | Бејблејд Икс                       | Приповедач                                                            |
| 2025.        | Анатан и деца Окуре                | Кланк                                                                 |